# 市川正巳
市川 正巳（いちかわ まさみ、1917年4月7日 - 1999年2月1日）は、日本の地理学者、水文学研究者、筑波大学名誉教授、兵庫教育大学名誉教授。

## 経歴
秋田県に生まれ、秋田県師範学校から東京高等師範学校文科第4部に進み、1941年に卒業して滋賀県師範学校教諭となった。
1942年に二等兵として陸軍に召集され、終戦時には陸軍中尉となっていた。
戦後ただちに東京文理科大学理学部地学科地理学専攻に進んで、石川与吉に師事して自然地理学を学び、1949年に卒業し、大学院特別研究生として4年間在籍した後、1953年に東京教育大学理学部助手となった。
1961年5月には、「山地斜面の形態とその発達に関する地形学的研究」により、東京教育大学から理学博士を取得した。
1963年4月に立正大学文学部助教授となったが、同年12月には東京教育大学に戻り、理学部地学科に新設された水文学講座担当の助教授となった。筑波大学の開学に伴い、1974年に筑波大学地球科学系教授と東京教育大学理学部教授の併任となり、1980年には筑波大学副学長（研究担当）となった。
1981年には兵庫教育大学副学長に転じ、筑波大学からは名誉教授の称号を贈られ、1986年には兵庫教育大学からも名誉教授の称号を贈られた。この間、1982年から1984年にかけて、日本地理学会会長を務めた。
1985年から1989年には秋草学園短期大学副学長を務めた。
晩年には、難病である進行性核上性麻痺で2年ほど闘病し、最期は心不全で亡くなった。
1990年には、勲三等旭日中綬章を授与された。

## 研究
学生時代には人文地理学にも関心を寄せていたが、大学院時代から土壌侵食について精力的に研究するようになり、1960年代以降は地下水などの水文学研究に取り組んで、国内各地やブラジル北東部で自然環境調査をおこない、国際会議にも頻繁に参加した。1978年から1985年にかけては、日本学術会議会員に選出されていた。
特に都市化による水文循環過程の変化に関する取り組みは先駆的なものであり、さらに晩年には砂漢化や酸性雨にも関心を寄せていた。

## おもな著書
高山茂美が執筆した『地理学評論』の紙碑によると、「先生の残された業績は学術図書23編、学術論文125編に及ぶ」としている。編著書には学術書以外に学習参考書類もあった。

### 単著
- 水文学の基礎、古今書院、1973年

### 共著
- （榧根勇との共著）日本の水収支、古今書院、1978年

### 編著
- 水文学（総観地理学講座 8）、朝倉書店、1990年